# Leopold I. (Österreich)

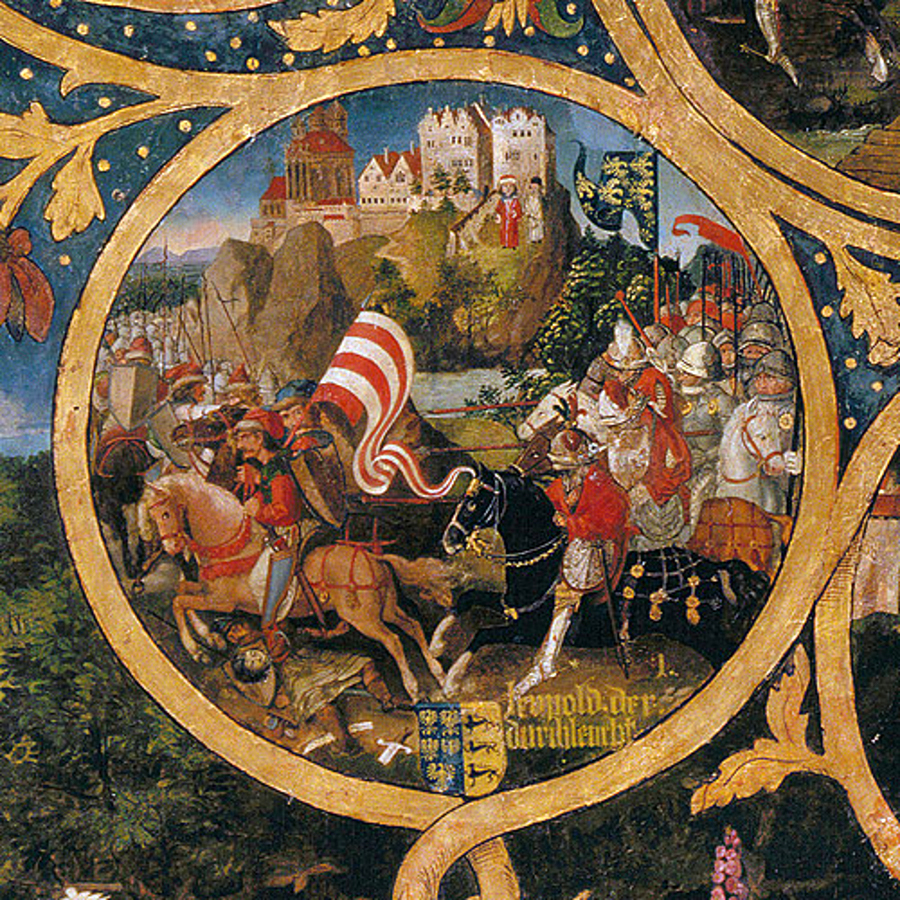
Markgraf Leopold I. (der Erlauchte), Ausschnitt aus dem Babenberger-Stammbaum, Stift Klosterneuburg

Leopold I., der Erlauchte/Durchlauchtigte (* um 940; † 10. Juli 994 in Würzburg) auch Luitpold  genannt, aus dem Geschlecht der Babenberger, war Markgraf von Österreich von 976 bis 994.

## Leben
Leopold war Graf im bayrischen Donauraum und erscheint schon in den 960er Jahren als treuer Gefolgsmann Ottos I. Als seine erste urkundliche Erwähnung wird ein Privileg Kaiser Ottos I. an die römische Kirche vom 13. Februar 962 herangezogen. Darin wird neben anderen Zeugen sein Vorgänger Markgraf Burkhard und eben auch ein gewisser Liupo genannt. Liupo ist eine Koseform von Liutpold. Außer dem späteren Markgrafen Leopold kommt zu dieser Zeit kein anderer Träger dieses Namens in Betracht. Auch nach dem Aufstand Heinrichs des Zänkers von Bayern 976 gegen Kaiser Otto II. hielt er weiterhin zum Kaiser und wurde dafür an Stelle des Burkhard (dessen Sohn Heinrich einer der drei Rädelsführer des Aufstands war) zum Markgrafen eines Gebietes im Osten, dem heutigen österreichischen Kernland, ernannt. Am 21. Juli des Jahres 976 wird er erstmals als Markgraf, marchio Liutpalus, bezeichnet. Er residierte wahrscheinlich in Pöchlarn, vielleicht aber auch schon in Melk, wie seine Nachfolger. Die Markgrafschaft erstreckte sich damals vom Erlabach, einige Kilometer östlich der Enns, im Westen bis vor den Wienerwald im Osten; im Norden kamen zum Donautal noch die Täler am Unterlauf der Nebenflüsse (Krems und Kamp) und der Wagram dazu, im Süden reichte die Mark bis vor das Gebirgsland. 991 wurde das Gebiet im Osten bis zur Fischa erweitert.
Leopold starb am 10. Juli 994 in Würzburg nach einem Mordanschlag auf seinen Vetter Heinrich aus der Schweinfurter Linie. Beide waren am 8. Juli vom Würzburger Bischof zur Kiliansmesse geladen. Dabei traf ihn ein Pfeil, der seinem Vetter zugedacht war, und verwundete ihn tödlich.
Leopold ist die erste zumindest halbwegs fassbare historische Herrscherfigur Österreichs. Das tausendjährige Jubiläum seiner Einsetzung wurde daher 1976 unter dem Titel Tausend Jahre Österreich gefeiert – so wie zwanzig Jahre später das Jubiläum der „Ostarrîchi“-Urkunde.
Obwohl er von seinem Nachkommen Otto von Freising nicht erwähnt wird (dessen Babenberger-Chronik beginnt mit Leopolds Sohn Adalbert), gilt er doch als Stammvater des Herrscherhauses der Babenberger, das Österreich wesentlich geprägt, wenn nicht geschaffen hat. Seine Abstammung von den fränkischen (älteren) Babenbergern (Popponen), so wie zweihundert Jahre später von Otto von Freising behauptet wird (wurde durch den Babenberger-Aufstand Anfang des 10. Jahrhunderts bekannt), ist zwar nicht erwiesen, aber auch nicht völlig abwegig.

## Kinder

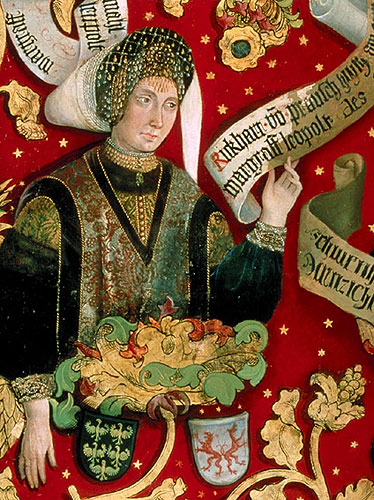
Markgräfin Richwardis (Rikchard), Gemahlin Leopolds I. (Ausschnitt aus dem Babenberger Stammbaum, Stift Klosterneuburg)

Leopold ehelichte Richarda (auch Richwarda, Richwardis oder Rikchard). Sie war vermutlich eine Schwester oder Halbschwester des Grafen Marchward I. von Eppenstein und die Tochter des Grafen Ernst IV. vom Sualafeldgau aus der Familie der Ernste. Dies wird auch durch die Namensgebung ihres zweiten Sohnes, Ernst, bestärkt. Leopold hatte mit ihr neun Kinder.
- Heinrich I., war von 994 bis 1018 Markgraf von Österreich als Nachfolger von Leopold I.
- Judith
- Ernst, war von 1012 bis 1015 Herzog von Schwaben, verheiratet mit Gisela, Tochter von Herzog Hermann von Schwaben
- Poppo, war von 1016 bis 1047 Erzbischof von Trier
- Adalbert, war von 1018 bis 1055 Markgraf von Österreich und Nachfolger seines Bruders Heinrich I.
- Luitpold I., war von 1051 bis 1059 Erzbischof von Mainz[1].
- Kunigunde
- Hemma, verheiratet mit Graf Rapoto von Dießen
- Christine, Reklusin in einem Kloster in Trier

## Rezeption
Durch die kaiserliche Entschließung von Franz Joseph I. vom 28. Februar 1863 wurde Leopold I. in die Liste der „berühmtesten, zur immerwährenden Nacheiferung würdiger Kriegsfürsten und Feldherren Österreichs“ aufgenommen, zu deren Ehren und Andenken auch eine lebensgroße Statue in der Feldherrenhalle des damals neu errichteten k.k. Hofwaffenmuseums (heute: Heeresgeschichtliches Museum Wien) errichtet wurde. Die Statue wurde 1868 vom Bildhauer Carl Kundmann  aus Carrara-Marmor geschaffen, gewidmet wurde sie von Kaiser Franz Joseph selbst.